# B2MML
B2MML (англ. Business-to-Manufacturing Markup Language — язык разметки связи между бизнесом и производством) — XML-реализация семейства стандартов ANSI/ISA-95 (ISA-95), также известная под международным кодом IEC/ISO 62264. B2MML состоит из набора схем XML, написанных с использованием языка XML Schema (XSD) Консорциума Всемирной паутины, что реализуется моделями данных в стандарте ISA-95.
Это язык, определяющий стандартные протоколы взаимодействия ERP и MES-систем, которые охватывают структуру продукции, планирование и производственные ограничения. B2MML поддерживается всеми крупнейшими производителями ERP систем, в том числе SAP, Baan, Oracle, JD Edwards и Microsoft.
B2MML опубликован рабочей группой XML на World Batch Forum — профессиональном форуме по автоматизации производственных компаний.